# Tryb samolotowy

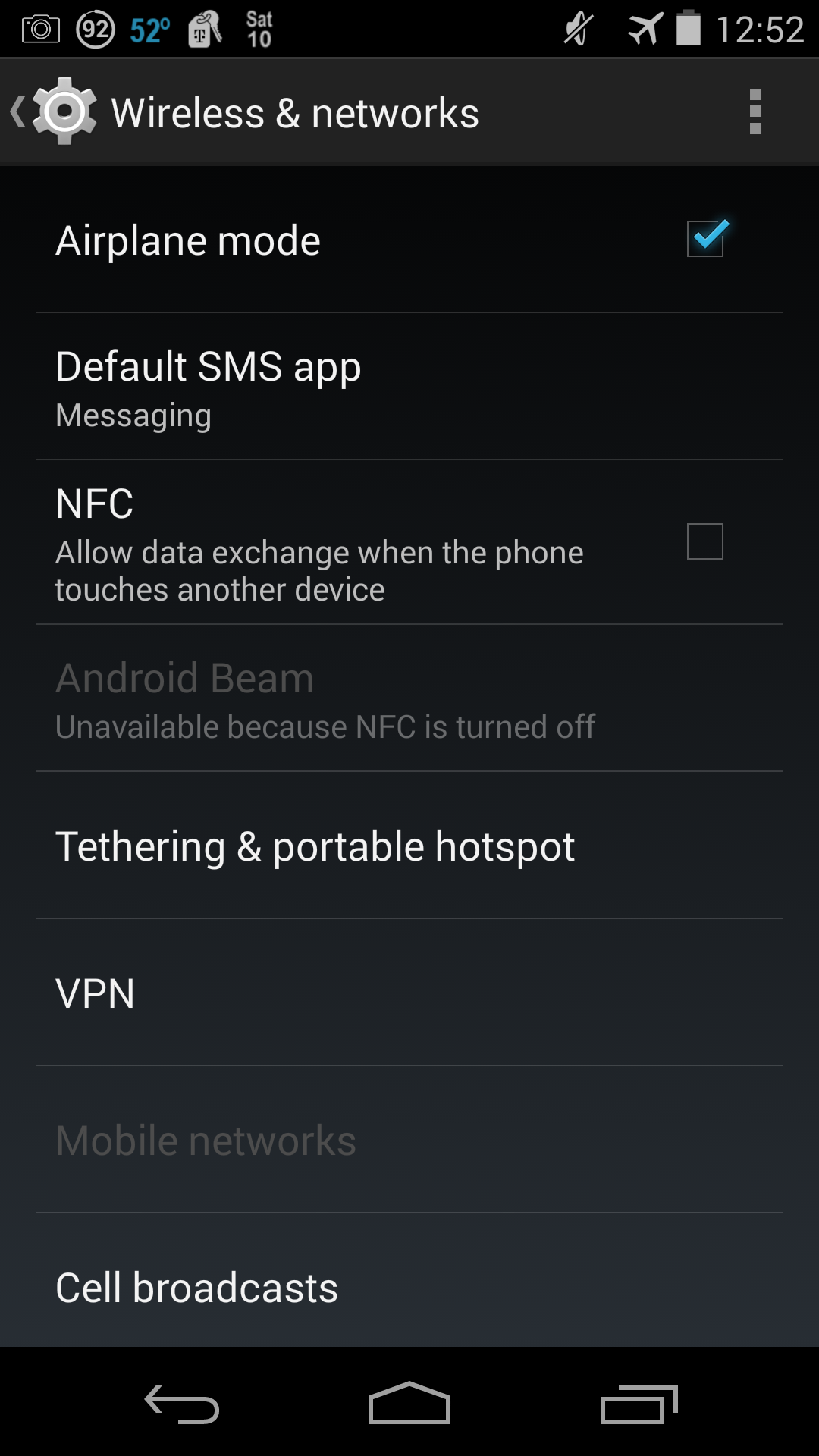
Włączony tryb samolotowy w telefonie z systemem Android. Ikonka samolotu w prawym górnym rogu ekranu informuje o aktywności trybu

Tryb samolotowy – ustawienie w telefonie komórkowym, innych urządzeniach przenośnych czy nawet stacjonarnych z systemem operacyjnym Windows od wersji 10, które blokuje odbieranie połączeń, wysyłanie SMS, a także dostęp do Internetu. 
Nazwa nawiązuje do nakazu wyłączania telefonu komórkowego podczas podróży samolotem. W trybie samolotowym można korzystać z niektórych funkcji telefonu takich jak aplikacje biurowe czy odtwarzacze muzyki, które nie wymagają połączenia komórkowego. W trybie tym można także pisać e-maile i wiadomości tekstowe, które zostaną wysłane po wyłączeniu trybu.

## Zastosowanie
Z trybu samolotowego korzysta się przede wszystkim w samolotach, gdyż sygnał radiowy telefonu może zakłócić systemy nawigacyjne i komunikacyjne.
Innym zastosowaniem są sytuacje, w których użytkownik nie chce bądź nie może odbierać telefonów czy wiadomości tekstowych (np. podczas pobytu w szpitalu, spotkań biznesowych, w teatrze, w kinie, w kościele, na lekcji).
Efektem ubocznym używania trybu jest wydłużenie czasu pracy telefonu na baterii (tryb blokuje szukanie sieci GSM).
Używanie trybu samolotowego jest nakazane posiadającym telefon żołnierzom ukraińskim, znajdującym się w strefie kontaktu z siłami rosyjskimi, z racji możliwości wykrycia sygnału urządzenia i dokładnego określenia pozycji użytkownika przez wyspecjalizowane rosyjskie drony Orlan-10, operujące w rejonie zmagań. Wyposażone są one w stację BTS, z którą nawiązują łączność wszystkie telefony komórkowe bez włączonego trybu samolotowego, co grozi naprowadzeniem celnego ognia.